# Mohamed bin Zayed Al Nahayan
Mohamed bin Zayed Al Nahayan (Árabe: محمد بن زايد بن سلطان آل نهيان; Al Ain, 11 de marzo de 1961) es el presidente de los Emiratos Árabes Unidos, cargo que ejerce desde el 14 de mayo de 2022, también es emir de Abu Dabi y comandante supremo de las Fuerzas Armadas de los Emiratos Árabes Unidos.

## Primeros años y educación
Mohamed bin Zayed, nombre completo Mohamed bin Zayed bin Sultan bin Zayed bin Khalifa bin Shakhbout bin Theyab bin Issa bin Nahayan bin Falah bin Yas, nació el 11 de marzo de 1961 en lo que entonces eran los Estados de la Tregua.
Es el tercer hijo de Zayed bin Sultán Al Nahayan, el primer presidente de los Emiratos Árabes Unidos y gobernante de Abu Dhabi, y su tercera esposa, Fatima bint Mubarak Al Ketbi. Los hermanos de Mohamed son: Khalifa (anterior presidente de los EAU), Sultán, Hamdan, Hazza, Saeed, Isa, Nahyan, Saif, Tahnoun, Mansour, Falah, Diab, Omar y Khalid (así como Nasser y Ahmed, sus dos hermanos fallecidos).  Además de ellos, tiene algunas hermanas.
Se educó en las escuelas de su ciudad natal, Al Ain, y en Abu Dhabi, tras lo cual asistió a la Real Academia Militar de Sandhurst, donde se graduó en 1979.
Durante su estancia en Sandhurst completó cursos de blindaje básico, vuelo básico, paracaidismo y entrenamiento táctico de aviones y helicópteros, incluido el escuadrón Gazelle.

## Funciones políticas
En noviembre de 2003, su padre, Zayed bin Sultan, nombró a Mohamed príncipe heredero segundo de Abu Dhabi. Tras la muerte de su padre en noviembre de 2004, Mohamed se convirtió en príncipe heredero de Abu Dhabi. Desde diciembre de 2004, también es presidente del Consejo Ejecutivo de Abu Dhabi, que es responsable del desarrollo y la planificación del Emirato de Abu Dhabi.

 
En noviembre de 2010, Mohamed bin Zayed y el ministro de Asuntos Exteriores de los EAU Abdullah bin Zayed Al Nahayan dieron la bienvenida a la reina Isabel II de Reino Unido y al príncipe Felipe, duque de Edimburgo, a los EAU en su segunda visita de Estado. También acompañó a la reina y al duque en un recorrido por la Gran Mezquita Sheikh Zayed al comienzo de su visita.

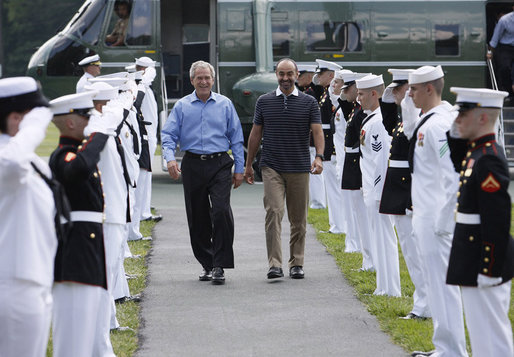
Al Nahayan y George W. Bush en el Camp David

Ha desempeñado un papel de liderazgo en la política exterior de los Emiratos Árabes Unidos al facilitar un mayor compromiso con las naciones que no pertenecen a la región MENA. El presidente de Francia, Emmanuel Macron, invitó Mohamed bin Zayed a París en 2018 para discutir estrategias que contrarresten el extremismo y formular una hoja de ruta bilateral para una futura asociación. La declaración conjunta incluía medidas para aumentar la cooperación e intercambios en asuntos relacionados con la educación, la cultura, el patrimonio, la economía, las inversiones, la energía, el espacio, la paz y la seguridad de la región, la cooperación en materia de defensa, la lucha contra el extremismo y el cambio climático, entre otros temas.
En 2019, el príncipe heredero de Abu Dhabi asistió a la ceremonia de la firma de la Asociación Global Singapur-EAU en la que ambas naciones acordaron fortalecer la cooperación comercial, financiera, de inversión, de defensa, de desarrollo y de educación. También firmaron tres Memorandos de Entendimiento en los que acordaron colaborar en la protección del medio ambiente y en emprendimientos para un consumo sostenible. Ese mismo año, viajó a Afganistán y firmó varios memorandos en los que se comprometía a cooperar en ámbitos culturales, educativos, deportivos, mineros, energéticos y agrícolas.
También ha fortalecido la posición internacional de los EAU mediante la ayuda financiera. En 2018, viajó a Etiopía para reunirse con el primer ministro, Abiy Ahmed, antes de la primera entrega de una donación de 3.000 millones de dólares de los EAU a Etiopía, destinada a hacer frente a la escasez de divisas. Además, los EAU ayudaron a Somalia durante los períodos de sequía.
Representó a los EAU en las cumbres de seguridad nuclear de 2012 y 2014, que fueron organizadas por Corea del Sur y los Países Bajos, respectivamente. Fue invitado de honor del gobierno de la India en la celebración de su 68º Día de la República, el 26 de enero de 2017.

## Promoción de la tolerancia y lucha contra el extremismo

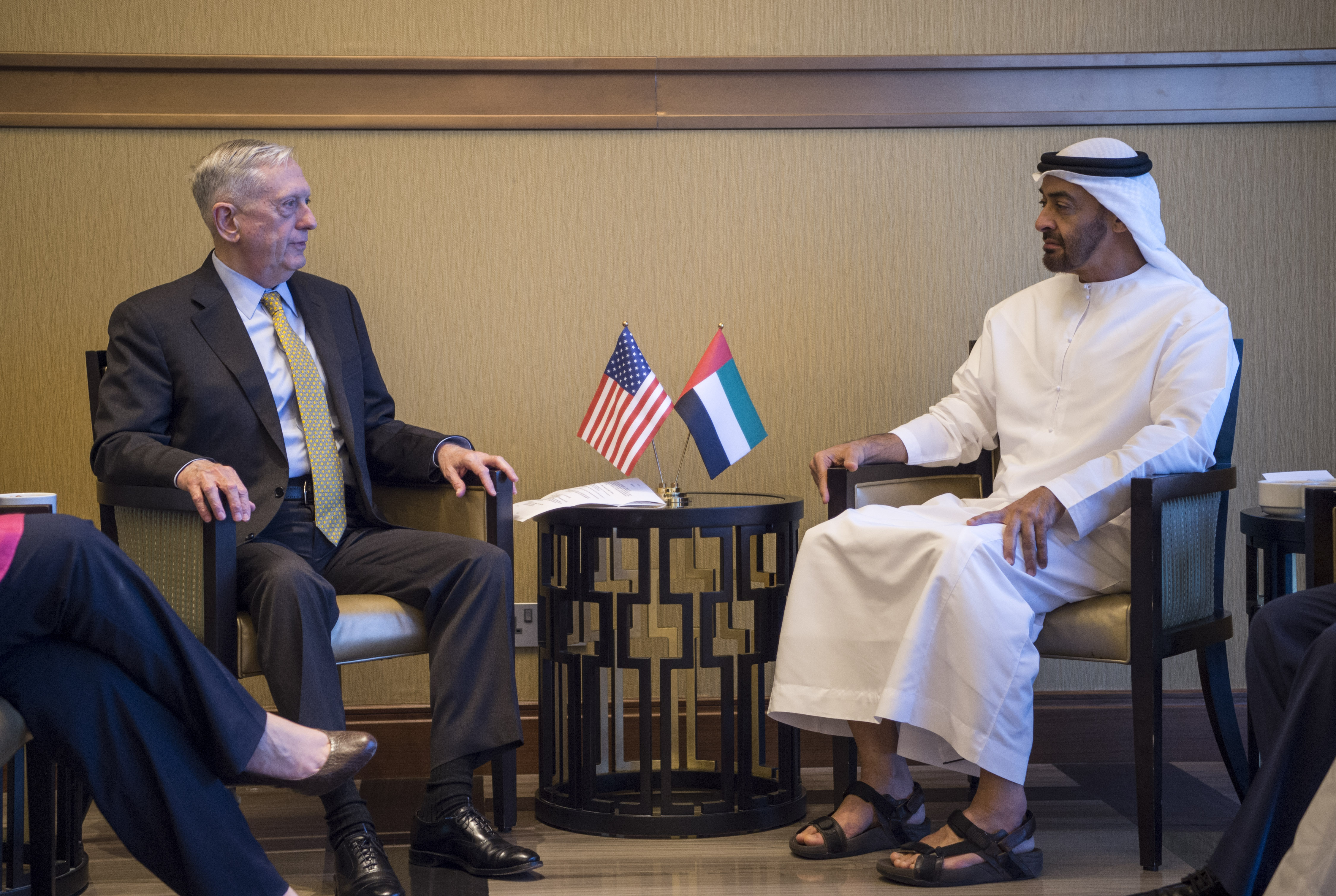
Al-Nahyan con el Secretario de Defensa de los Estados Unidos James Mattis, Abu Dhabi, Febrero 2017

El príncipe heredero de Abu Dhabi visitó al papa Francisco en 2016 y, en febrero de 2019, le dio la bienvenida a los EAU, en lo que supuso la primera visita papal a la Península arábiga. La llegada del papa Francisco coincidió con la “Conferencia Global de Fraternidad Humana”, patrocinada por Mohamed bin Zayed. La conferencia abordó discursos y seminarios sobre cómo prevenir los conflictos y el extremismo al fomentar la tolerancia y el entendimiento mutuo. Como parte de esta visita, el papa Francisco celebró la primera misa papal en la Península arábiga en la ciudad deportiva de Zayed, en la que participaron 180.000 fieles de 100 países, entre ellos 4.000 musulmanes.
Ha viajado por todo el mundo promoviendo el lema del 2019 de los EAU: El año de la tolerancia. También se ha involucrado en labores regionales y mundiales para contrarrestar el extremismo violento; se ha entrevistado con representantes de la India, el presidente egipcio Abdel Fattah el-Sisi y otros dirigentes sobre la posibilidad de colaborar en dichas labores.
En 2019, también lanzó el Fondo Mundial Zayed para la Convivencia, una iniciativa que expone los principios y objetivos detallados en el Documento de la Fraternidad Humana firmado por el papa Francisco y el Dr. Ahmad Al Tayeb, gran imán de Al Azhar.

## Papel en el Consejo Supremo del Petróleo
Mohamed bin Zayed es vicepresidente del Consejo Supremo del Petróleo de Compañía Nacional de Petróleo de Abu Dhabi, el principal órgano de gobierno a cargo de los recursos de hidrocarburos de Abu Dhabi. Ha supervisado la ejecución de varias estrategias de desarrollo y diversificación, particularmente aquellas relacionadas con la producción de crudo, gasolina y compuestos aromáticos, precio del gas y calidad de las poliolefinas.

## Papel en el desarrollo económico

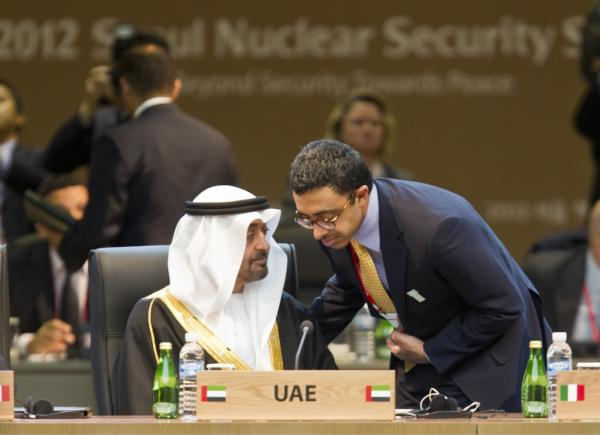
Jeque Mohamed representando a los Emiratos Árabes Unidos en la NSS 2012

Mohamed bin Zayed dirige el Consejo Económico de Tawazun, antes conocido como el Programa de Compensación de los EAU, fundado en 1992. Ha trabajado para aumentar la diversificación económica en el Emirato de Abu Dhabi. Como jefe del Consejo Económico de Tawazun, el príncipe heredero de Abu Dhabi participa en inversiones destinadas a encauzar los proyectos de defensa hacia proyectos rentables en diferentes sectores para promover la diversificación de la economía de los EAU.
Es el presidente de la Compañía de Desarrollo Mubadala que, desde su creación en 2002, representa el principal vehículo de inversión para el gobierno de Abu Dhabi. El objetivo de Mubadala es fomentar los beneficios sociales y económicos a largo plazo para los Emiratos a través de la diversificación económica y la inversión global.
Así mismo, es jefe del Consejo para el Desarrollo Económico de Abu Dhabi (ADCED, por sus siglas en inglés), que es la principal institución de planificación económica del país. Como tal, lanzó la iniciativa Sharaka, que busca reforzar el sector privado de los EAU y facilitar los negocios e inversiones en Abu Dhabi. Bajo su liderazgo, el ADCED ha llevado a cabo numerosas iniciativas para aumentar el emprendimiento en los EAU.
En junio de 2018, aprobó un paquete de incentivos de tres años y 50.000 millones de dirhams destinado a favorecer los beneficios económicos a largo plazo tanto para los emiratíes como para los inversores. También solicitó una revisión exhaustiva de las normas de construcción en un esfuerzo por impulsar el desarrollo urbano.
Es vicepresidente de la Autoridad de Inversión de Abu Dhabi (ADIA, por sus siglas en inglés), que invierte fondos en nombre del pueblo de Abu Dhabi con el objetivo de diversificar y globalizar la economía. La amplitud de la cartera de ADIA abarca más de dos docenas de clases y subcategorías de activos.
Ha aprobado paquetes de incentivos para la tecnología agrícola por valor de mil millones de dirhams para ayudar a financiar proyectos de agricultura de precisión, robótica agrícola, bioenergía y agricultura de interior.

## Iniciativas de educación e innovación
Mohamed bin Zayed trabaja para elevar el nivel de educación en los EAU para que igualarla a los más altos estándares internacionales desde su posición de presidente del Consejo de Educación de Abu Dhabi, fundado en 2005 para desarrollar y ejecutar estrategias de mejora en todos los niveles educativos, desde infantil hasta la educación superior, tanto en la educación pública y como en la privada. 
Además, preside el Centro de Estudios Estratégicos e Investigación de los Emiratos (ECSSR). El ECSSR fomenta el compromiso académico con la economía, la sociopolítica y de la seguridad que son relevantes para la región. 
Ha incentivado el desarrollo de la tecnología de los EAU y ha alentado una cultura de la innovación mediante el patrocinio de eventos como el Festival Nacional de la Ciencia, Tecnología e Innovación. Igualmente fundó del Concurso Internacional de Robótica Mohamed bin Zayed para transformar los EAU en un centro regional de investigación en robótica y automatismos.
En 2008, el primer grupo de académicos de la Universidad Sheikh Mohamed bin Zayed fue seleccionado como parte de una iniciativa con la Universidad de Nueva York de Abu Dhabi, en la que se reconoce a los estudiantes destacados de los Emiratos Árabes Unidos y se les brindan oportunidades académicas y de liderazgo especiales.

## Labor de conservación

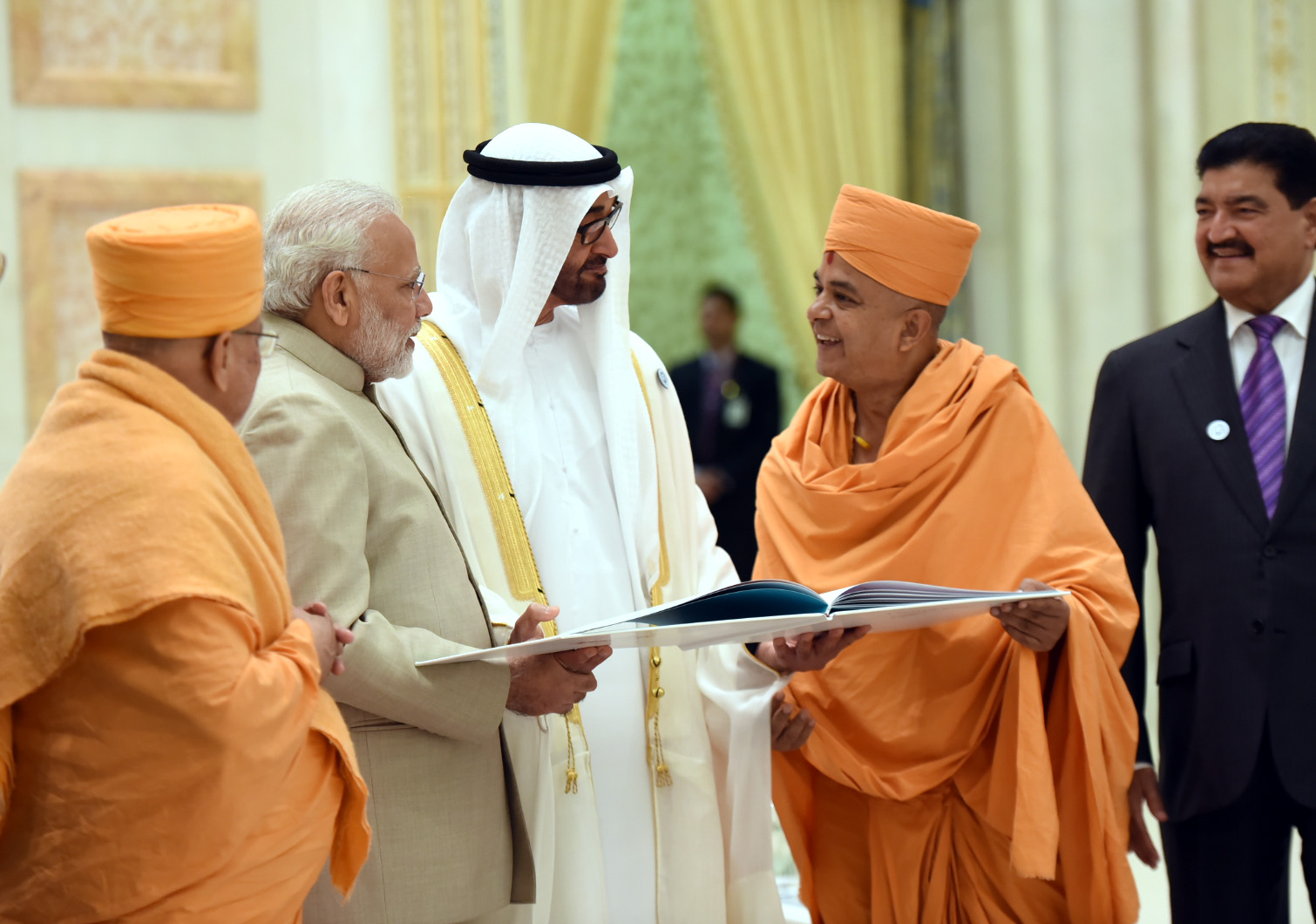
A Mohammed bin Zayed se le presenta la literatura del templo hindú entre la presencia de India Primer ministro Narendra Modi en Abu Dhabi.

El príncipe heredero ha priorizado la protección de la naturaleza, liderando acciones para proteger a los halcones silvestres, las avutardas y el orix árabe en los EAU, y ha donado un millón de dólares a una iniciativa destinada a evitar que las aves silvestres mueran a consecuencias de los tendidos eléctricos. Esta última forma parte de la inauguración de la Fundación para la Conservación de Rapaces Sheikh Mohamed Bin Zayed, de 20 millones de dólares.
Además, dirige el Fondo para la Conservación de Especies Mohamed bin Zayed, una fundación filantrópica de 25 millones de euros que proporciona subvenciones específicas para iniciativas individuales de conservación de especies, reconocimiento a los líderes en el campo de la conservación de especies y relevancia de las especies en el discurso público. También trata de motivar contribuciones adicionales para iniciativas de conservación de especies en todo el mundo.
En honor a Mohamed bin Zayed se denominó a una especie de lagarto dragón enano – Enyalioides binzayedi – en reconocimiento a su papel como creador de este fondo, que proporcionó apoyo financiero a las expediciones que condujeron al descubrimiento de la especie en el Parque Nacional Cordillera Azul en Perú.
Se ha comprometido con 15.000 millones de dólares para el desarrollo de la tecnología para las energías solar, eólica e hidroeléctrica en su país. A través de las instalaciones de GlobalFoundries, propiedad de Mubadala, Mohamed bin Zayed ha ayudado a desarrollar el programa de fabricación de semiconductores de los EAU, allanando el camino para las tecnologías avanzadas, incluidas las del sector energético.

## Otras obras filantrópicas
En 2011, Mohamed bin Zayed y la Fundación Gates se comprometieron con 50 millones de dólares cada uno destinados a la compra y entrega de vacunas para niños en Afganistán y Pakistán[32]. Dos tercios del total de esos 100 millones de dólares se destinaron a la Alianza GAVI para comprar y administrar la vacuna pentavalente y la vacuna neumocócica, inmunizando a aproximadamente 5 millones de niños afganos contra seis enfermedades. Se asignó el resto de la donación a la Organización Mundial de la Salud, que la utilizó para comprar y administrar la vacuna oral contra la poliomielitis a unos 35 millones de niños en Afganistán y Pakistán. La GPEI anunció en abril de 2018 que los EAU habían cumplido con los 120 millones de dólares con los que Mohamed bin Zayed se había comprometido en 2013 durante la Cumbre Mundial sobre Vacunas de Abu Dhabi.
Sus contribuciones a iniciativas mundiales de salud también incluyen una donación de 30 millones de dólares a la Alianza para Hacer Retroceder la Malaria y así ayudar en el combate contra esta enfermedad. Un mes después de anunciar la donación, Abu Dhabi acogió un foro mundial de salud consagrado a los esfuerzos para eliminar enfermedades mundiales como la malaria, la poliomielitis y la ceguera de los ríos.
También ha donado 55 millones de dirhams a la Iniciativa Global de las Naciones Unidas para combatir la trata de personas.
Desde su inauguración en 2005, se han recaudado millones de dólares en el maratón benéfico de Zayed, que tiene lugar en la ciudad de Nueva York. La carrera promueve la concienciación sobre las enfermedades renales, y las ganancias se destinan a la Fundación Nacional del Riñón de los Estados Unidos. Mohamed bin Zayed impulsó este evento en honor a su padre, que recibió un trasplante de riñón en la Clínica Cleveland en el año 2000.
Ha contribuido a mejorar la salud mundial con la puesta en marcha del Fondo Reaching Last Mile. En 2017, creó el fondo para recaudar 100 millones de dólares con el objetivo de erradicar, eliminar y controlar las enfermedades prevenibles que afectan la salud y las perspectivas económicas de las personas más pobres del planeta.
Mohamed bin Zayed destinó 20 millones de dólares al Fondo. Otros colaboradores son la Fundación Bill y Melinda Gates y el gobierno británico. Las donaciones serán administradas por el Fondo END, una plataforma de inversión filantrópica centrada en la lucha contra las cinco enfermedades tropicales más comunes: ceguera de los ríos, filariasis linfática, poliomielitis, malaria y enfermedad del gusano de Guinea. Además, Mohamed bin Zayed anunció su intención de fundar un instituto de investigación con sede en Abu Dhabi para desarrollar políticas de lucha contra las enfermedades infecciosas.

## Apoyo a las artes

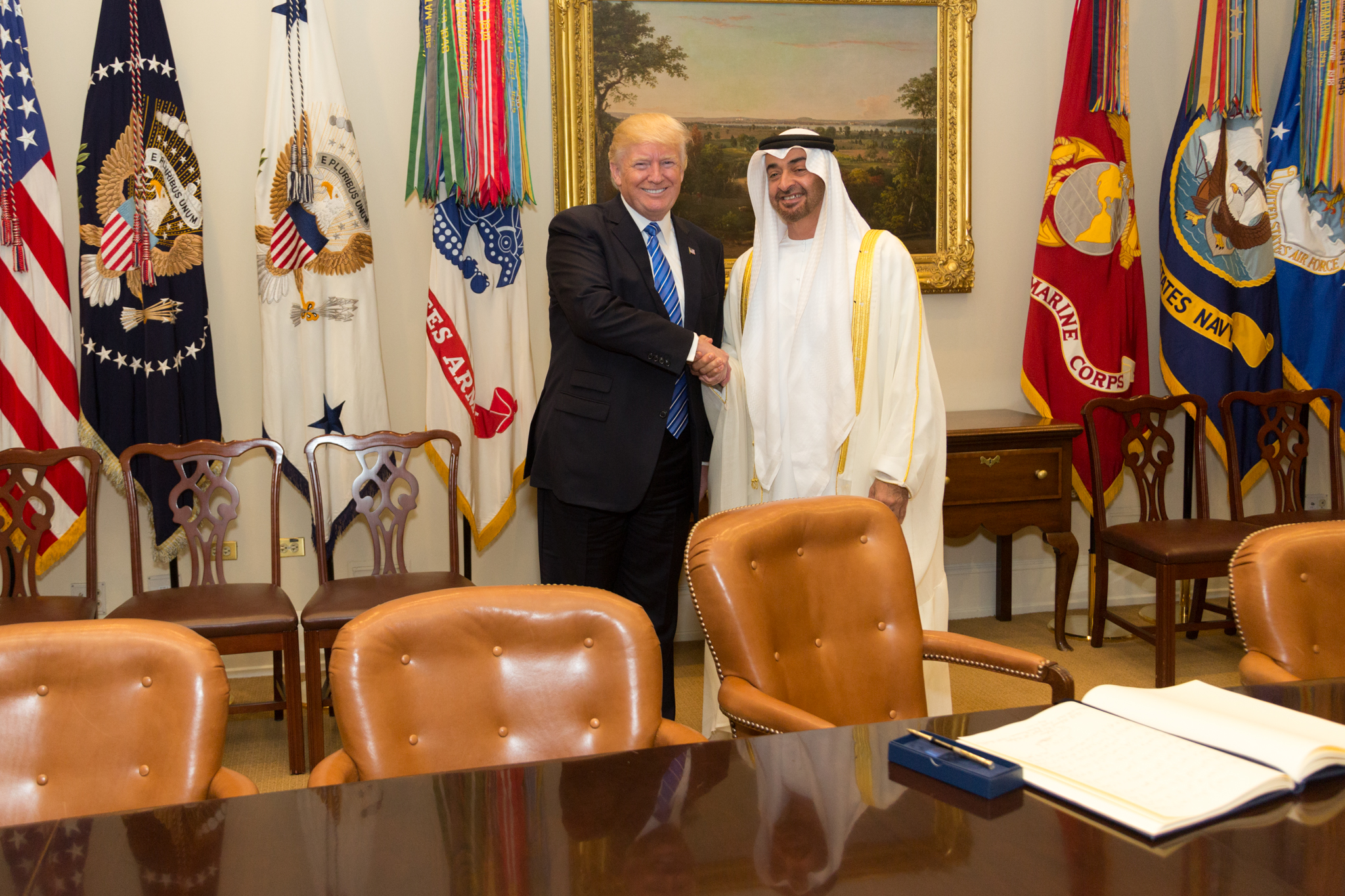
Al-Nahyan y el presidente de los EE. UU. Donald Trump en Washington, D.C., Mayo 2017

En un esfuerzo por promover el turismo y diversificar el escenario artístico de la zona, Mohamed bin Zayed ha apoyado la construcción de museos de arte – incluyendo el Louvre Abu Dhabi y el próximo Guggenheim Abu Dhabi – así como emplazamientos de patrimonio cultural como Qasr Al Hosn.
En 2009, el príncipe heredero de Abu Dhabi y el entonces presidente de Francia, Nicolas Sarkozy, inauguraron una exposición en el Emirates Palace Hotel, que incluía obras de arte adquiridas para el Louvre Abu Dhabi, así como préstamos de museos nacionales franceses. Esto marcó el inicio de las obras de construcción del perímetro del Louvre, situado en el distrito cultural de la isla de Saadiyat. El museo se inauguró en noviembre de 2017.
Su apoyo trasciende las artes visuales y se extiende a las artes orales. Amante de la poesía de Nabati, con frecuencia presta apoyo a concursos de poesía locales, algunos de los cuales se celebran bajo su patrocinio.

## Trayectoria militar
Mohamed bin Zayed fue oficial de la Guardia del Emir, piloto de las Fuerzas Aéreas de los EAU, comandante de las Fuerzas Aéreas y Defensa Aérea de los EAU y subjefe de Estado Mayor Adjunto de las Fuerzas Armadas.
En 2005, fue nombrado comandante supremo adjunto de las Fuerzas Armadas de los EAU y, en consecuencia, ascendido a teniente general.

## Controversias
El 17 de julio de 2020, se designó a un juez de instrucción francés para llevar a cabo la investigación contra Mohamed bin Zayed por "complicidad en los actos de tortura" citando la participación de los Emiratos Árabes Unidos en la guerra civil de Yemen.
Mohamed Bin Zayed también ha sido acusado de tener vínculos con la extrema derecha occidental y de emplear trolls a sueldo para diseminar propaganda a su favor en internet y alterar artículos de Wikipedia.
Entre los activistas contratados por Emiratos Árabes Unidos se encontraba Lorenzo Vidino, un académico especializado en los Hermanos Musulmanes que ha trabajado para la  corporación RAND y ha dado crédito a teorías de la conspiración como que los turcos quieren conquistar Europa provocando una epidemia de E. Coli ("fecal matter jihad") o la teoría de la conspiración de El gran reemplazo
En julio de 2023, la red de medios European Investigative  Collaborations (EIC), dió a conocer que el jeque Tahnoun Bin Zayed, consejero de seguridad nacional y hermano del presidente, había contratado a la firma Alp Services para que espiara a ciudadanos de 18 países europeos diferentes. Entre los afectados había más de 160 ciudadanos españoles.

## Intereses deportivos
Aficionado a la cetrería de toda la vida, el príncipe heredero de Abu Dhabi estableció la Escuela de Cetrería y Fisionomía del Desierto de Mohamed bin Zayed a fin de promover y mantener la antigua tradición y que se transmita a las nuevas generaciones de emiratíes. Él mismo aprendió la práctica de su difunto padre.
En marzo de 2019, se celebraron en Abu Dhabi los Juegos Mundiales de las Paralimpiadas. Durante los juegos, Mohamed bin Zayed afirmó la importancia de la solidaridad y el empoderamiento de los participantes, tanto en el transcurso del evento como en sus respectivos países.

## Títulos y tratamientos
| ● 11 de marzo de 1961-13 de mayo de 2022: | Su alteza el príncipe heredero de Abu Dabi                        |
| ● 13 de mayo de 2022-presente:            | Su alteza el jeque Mohamed bin Zayed Al Nahayan, emir de Abu Dabi |

## Matrimonio y familia
Mohamed bin Zayed está casado con la Jequesa Salama (o Salma) bint Hamdan bin Mohammed Al Nahayan. La boda se celebró en 1981.
Tienen cuatro hijos y cinco hijas. En orden de nacimiento son:
- Jequesa Mariam bint Mohamed bin Zayed Al Nahayan
- Jeque Khaled bin Mohamed bin Zayed Al Nahayan
- Jequesa Shamsa bint Mohamed bin Zayed Al Nahayan
- Jeque Theyab bin Mohamed bin Zayed Al Nahayan
- Jeque Hamdan bin Mohamed bin Zayed Al Nahayan
- Jequesa Fatima bint Mohamed bin Zayed Al Nahayan
- Jequesa Shamma bint Mohamed bin Zayed Al Nahayan
- Jeque Zayed bin Mohamed bin Zayed Al Nahayan
- Jequesa Hassa bint Mohamed bin Zayed Al Nahayan[84]

## Distinciones honoríficas

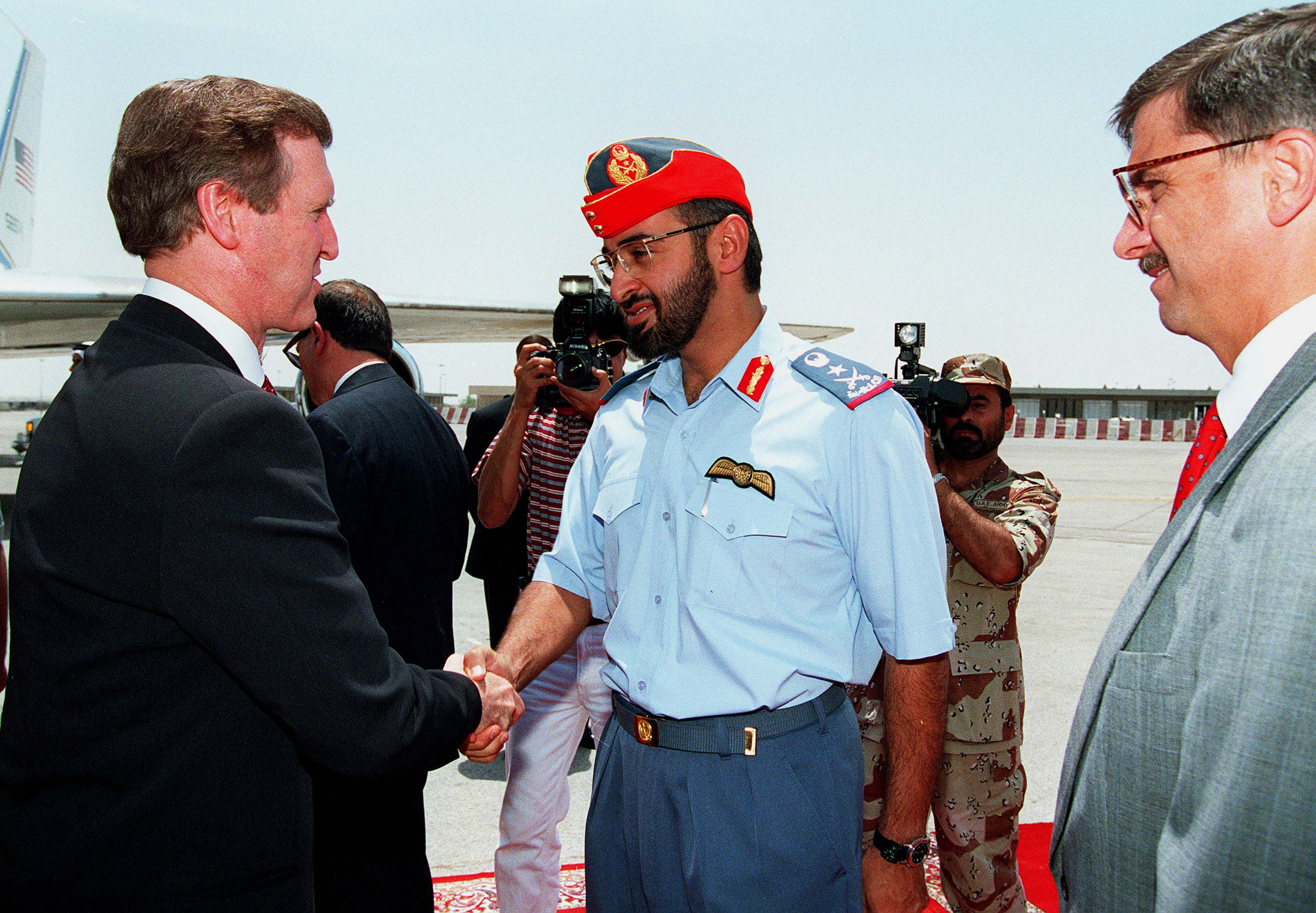
Mohammed bin Zayed como Jefe de Estado Mayor en su saludo de uniforme militar de la fuerza aérea y luego Secretario de Defensa de los EE. UU. William S. Cohen en Abu Dhabi, 1997.

Mohamed bin Zayed ha sido condecorado con abundantes premios militares, humanitarios, ambientales y diplomáticos. 
- La Legión de Honor francesa otorgada por Emmanuel Macron el 18 de julio de 2022.[85]

- La Orden del Trono, Clase Oficial, otorgada por el rey Hassan II de Marruecos en junio de 1986.

- Orden al Mérito, otorgada por el general Norman Schwarzkopf, comandante de las tropas estadounidenses y de las Fuerzas de la Coalición, en reconocimiento a su papel en la guerra de Liberación de Kuwait, abril de 1991.

- Medalla al Servicio Extraordinario, otorgada por el jefe del Estado Mayor de las Fuerzas Armadas de los EAU, mayo de 1992.

- Orden Militar al Mérito, Clase Extraordinaria, otorgada por el rey Hassan II de Marruecos, abril de 1994.

- Medalla de Liberación de Kuwait, Clase Extraordinaria, en reconocimiento a su papel y labor en la Guerra de Liberación de Kuwait, septiembre de 1994.

- Medalla de la Orden de la Estrella Brillante, Amarilla, otorgada por su excelencia Liang Cheng, primer ministro de la República Popular China, septiembre de 1994.

- Medalla de Kuwait Clase Extraordinaria, otorgada por el emir de Kuwait, Jaber Al Ahmad Al Sabah, junio de 1995.

- Insignia de Honor de la Orden del Renacimiento, Clase Extraordinaria, otorgada por el rey Hussein bin Talal de Jordania, diciembre de 1996.

- Insignia de Honor de la Orden del Renacimiento, Clase Extraordinaria, otorgada por el rey Abdullah II bin Hussein de Jordania, diciembre de 1999.

- Orden del Mérito Militar de Omán, Segunda Clase, otorgada por Qaboos bin Said de Omán, febrero de 2000.

- Orden Nacional de Legión del Mérito, grado de Gran Oficial, otorgada por Jacques Chirac, presidente de Francia, junio de 2002.

- Insignia de Honor Dorada de la Organización de las Naciones Unidas para la Agricultura y la Alimentación (FAO), presentada por el Dr. Jack Diouf, director general de la FAO, abril de 2007.

- Insignia de Honor de la Organización de las Naciones Unidas para la Agricultura y la Alimentación (FAO) para la Seguridad Alimentaria y un certificado de reconocimiento internacional del Instituto de Certificación de Prácticas Ambientales, presentado por el Dr. Jack Diouf, director general de la FAO, septiembre de 2008.

- Legión del Mérito de Jerusalén, otorgada por Mahmoud Abbas, presidente palestino, octubre de 2008.

- Orden del Mérito de la República Federal Alemana, otorgada por el Dr. Frank Walter Steinmeier, ministro exteriores, octubre de 2008.

- Legión del Mérito, Clase extraordinaria, otorgada por Juan Carlos de España, mayo de 2008.

- Medalla de Oro del fundador de Aldeas Infantiles Globales, marzo de 2009.

- Gran Comandante de la Orden del Defensor del Reino con el título de Tun, conferido por Al Wathiqu Billah Tuanku Mizan Zainal Abidin, de Malasia, el 17 de junio de 2011, en reconocimiento a los esfuerzos de Mohamed bin Zayed por llevar la amistad y la cooperación entre Malasia y los EAU a nuevas cotas.

- Orden de Mugunghwa, ofrecida a los príncipes herederos y jefes de gobierno, conferida por el presidente surcoreano Lee Myung-bak el 21 de noviembre de 2012.

- Orden Nacional del Mérito de Francia, otorgada por el presidente François Hollande el 15 de enero de 2013 en reconocimiento a la creciente cooperación entre los EAU y Francia.

- Orden de la Gran Estrella Yugoslava, conferida por el presidente Filip Vujanovic de Montenegro el 12 de diciembre de 2013.

- Orden de la Independencia, el más alto honor de Kosovo a figuras internacionales, el 21 de abril de 2014.

- Ouissam el Mohammedi de primera clase, conferida por Mohammed VI de Marruecos el 17 de marzo de 2015.

- Orden de Hussein ibn Ali, el más alto honor en Jordania, ofrecido a reyes y jefes de estado, otorgada por Abdullah II bin Al Hussein de Jordania en noviembre de 2018, en reconocimiento al papel que Mohamed bin Zayed ha desempeñado en el mantenimiento de los lazos de fraternidad y colaboración entre las dos naciones en distintos sectores.
- Caballero gran collar de la Orden Nacional de la Cruz del Sur (República Federativa de Brasil, 12/11/2021).[86]
- Collar de la Orden de Al-Said  (Sultanato de Omán, 27/09/2022).[87]